# دارين شانون
دارين شانون هو لاعب هوكي الجليد كندي، ولد في 8 ديسمبر 1969 في باري في كندا.

## وصلات خارجية
- دارين شانون على موقع دوري الهوكي الوطني (الإنجليزية)
- دارين شانون على موقع قاعة مشاهير الهوكي (لاعب أن.إتش.أل) (الإنجليزية)
- دارين شانون على موقع EliteProspects.com (الإنجليزية)
- دارين شانون على موقع HockeyDB.com (الإنجليزية)
- دارين شانون على موقع Hockey-Reference.com (الإنجليزية)